# Abdelwahab Meddeb
Abdelwahab Meddeb (en árabe: عبد الوهاب المدب‎; Túnez, 1946 - 5 de noviembre de 2014, París), fue un traductor, locutor, productor de radio, escritor, historiador, poeta y profesor tunecino, residente en Francia.

## Biografía
Padre de Hind Meddeb, estudió en la Universidad de Túnez, y después Letras e Historia del Arte en la Sorbona de París.
Escritor de varios libros en francés, fue profesor en la Universidad de París X Nanterre, director de la revista internacional Dédale.
Falleció a los 69 años en París, Francia.

## Libros
Son algunos de sus libros:
- 1986, Fantasía
- 1987, Talismán
- La enfermedad del Islam.

## Premios
- 2002, Premio Francois Mauriac.
- 2002, Premio Max Jacob.
- 2007, Premio Benjamín Fondane.